# Atlas of Images of NUclear Rings

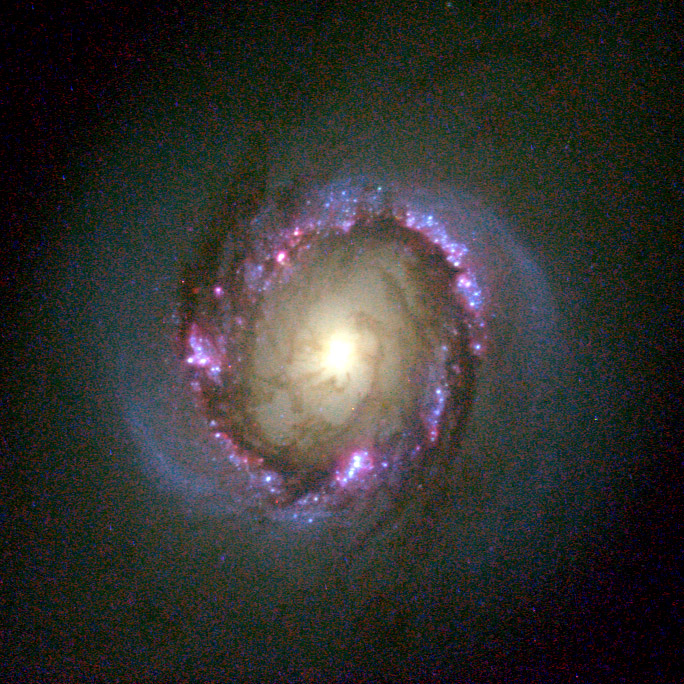
NGC 4314 L'anello nucleare appare in viola.

L'Atlas of Images of NUclear Rings(AINUR) è un catalogo di anelli nucleari, che sono enormi regioni a forma di anello che circondano alcuni nuclei galattici. La prima edizione dell'atlante è stata pubblicata nel 2010 nel Monthly Notices of the Royal Astronomical Society e comprende 113 anelli di questo tipo in 107 galassie. Il catalogo è il risultato di uno studio congiunto dei ricercatori dell'Instituto de Astrofísica de Canarias (IAC) e delle università di La Laguna, Oulu e Alabama guidati da Sébastien Comerón dello IAC.
Gli anelli nucleari sono configurazioni che formano stelle attorno ai nuclei galattici. Possono variare in diametro da 500 a 3.000 anni luce e sono relativamente luminosi a causa di un'abbondanza di giovani stelle, alcune delle quali sono estremamente massicce e di conseguenza godono di vite brevi e molto luminose prima di finire come supernove. La maggior parte di questi anelli sono associati alla risonanza di Lindblad che è un effetto gravitazionale che spinge la materia nelle orbite.